# Brzezie (województwo kujawsko-pomorskie)
Brzezie – wieś w Polsce położona w województwie kujawsko-pomorskim, w powiecie włocławskim, w gminie Brześć Kujawski.
| SIMC    | Nazwa     | Rodzaj    |
| ------- | --------- | --------- |
| 1032640 | Cegielnia | część wsi |

Wieś graniczy z Włocławkiem.
W Brzeziu działa wspólnota religijna wyznania rzymskokatolickiego: Parafia św. Józefa w Brzeziu.

## Historia
- XIII w. – własność rycerska
- XIV w. – rezyduje tu Stanisław Czyrzyk herbu Doliwa (Stanisław z Brzezia)
- Kamienny, przydrożny krzyż w Brzeziu, przed restauracją w 2021 roku przy Bursztynowej Autostradzie A-1. Krzyż został zbudowany w drugiej połowie XIX wieku, prawdopodobnie przez Leopolda Kronenberga. Był restaurowany w 1909 roku.

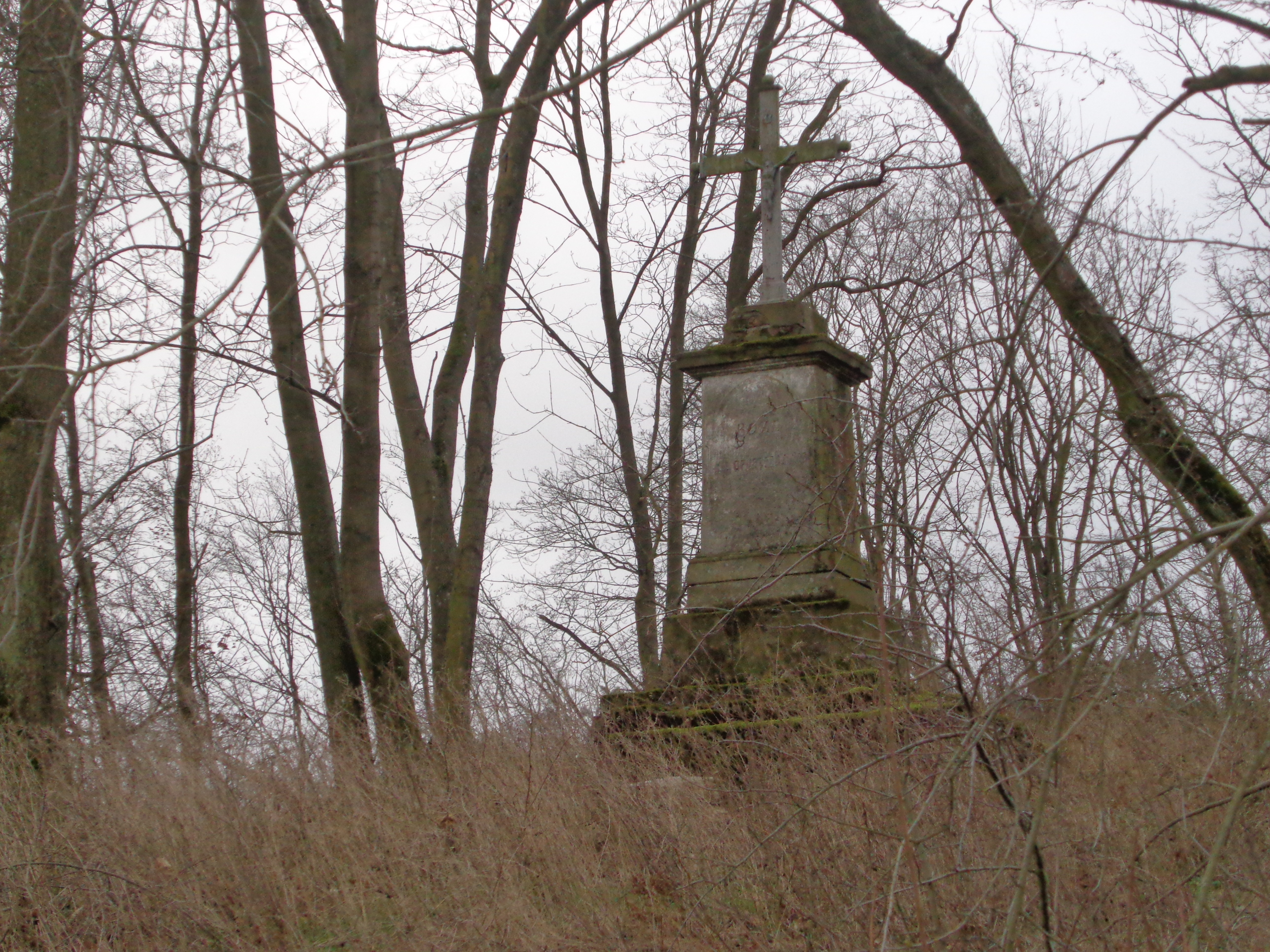
Kamienny, przydrożny krzyż w Brzeziu, przed restauracją w 2021 roku przy Bursztynowej Autostradzie A-1. Krzyż został zbudowany w drugiej połowie XIX wieku, prawdopodobnie przez Leopolda Kronenberga. Był restaurowany w 1909 roku.

XIX w. – własność Józefa Dąmbskiego, następnie Miączyńskich, ostatecznie Kronenbergów. Dobra Brzezie: Wieniec, Dubielewo, Aleksandrowo, Mieczysław, Witoldówek, Klementynów, Machnacz, Maryanki, Leopoldowo, Lipiny, Mazury, Kąty, Siedlimin, Jaranówek.
- W 1873 r. Kronenbergowie wznieśli eklektyczny pałac, łączący elementy francuskiego renesansu i manieryzmu i zaprojektowany przez Artura Goebla[7]. Oprócz tego stworzyli cały folwark ze służbówką, stajnią itd. Po śmierci Leopolda Kronenberga w 1878 całym majątkiem rodziny zarządzali jego synowie – najpierw Stanisław Leopold Kronenberg (do 1887), następnie Leopold Julian Kronenberg (do 1937 r.)[potrzebny przypis][9].
- W 1889 r. Walerian Kronenberg zaprojektował i utworzył park[7].
- Syn Leopolda Juliana Kronenberga – Leopold Jan Kronenberg był ostatnim właścicielem majątku.
- W czasie II wojny światowej zginęła jego żona i dzieci. Dekret o reformie rolnej z 1944 r. pozbawił Leopolda Jana Kronenberga dorobku pokoleń, a komunistyczny aparat represji zmusił go do wyjazdu z kraju[10].

W latach 1954–1959 wieś należała i była siedzibą władz gromady Brzezie, po jej zniesieniu w gromadzie Wieniec. W latach 1975–1998 miejscowość administracyjnie należała do województwa włocławskiego. Według Narodowego Spisu Powszechnego (III 2011 r.) liczyła 602 mieszkańców. Jest drugą co do wielkości miejscowością gminy Brześć Kujawski.
Od 2021 roku w Brzeziu działa KGW „Brzezianki”.

## Zabytki
Według rejestru zabytków NID na listę zabytków wpisany jest zespół pałacowy z 1879, nr rej.: A/1483 z 4.11.1987:
- pałac
- brama ze stróżówką
- oficyna I, k. XVIII w.
- oficyna II, k. XIX w.
- park, 1898.

## Przypisy

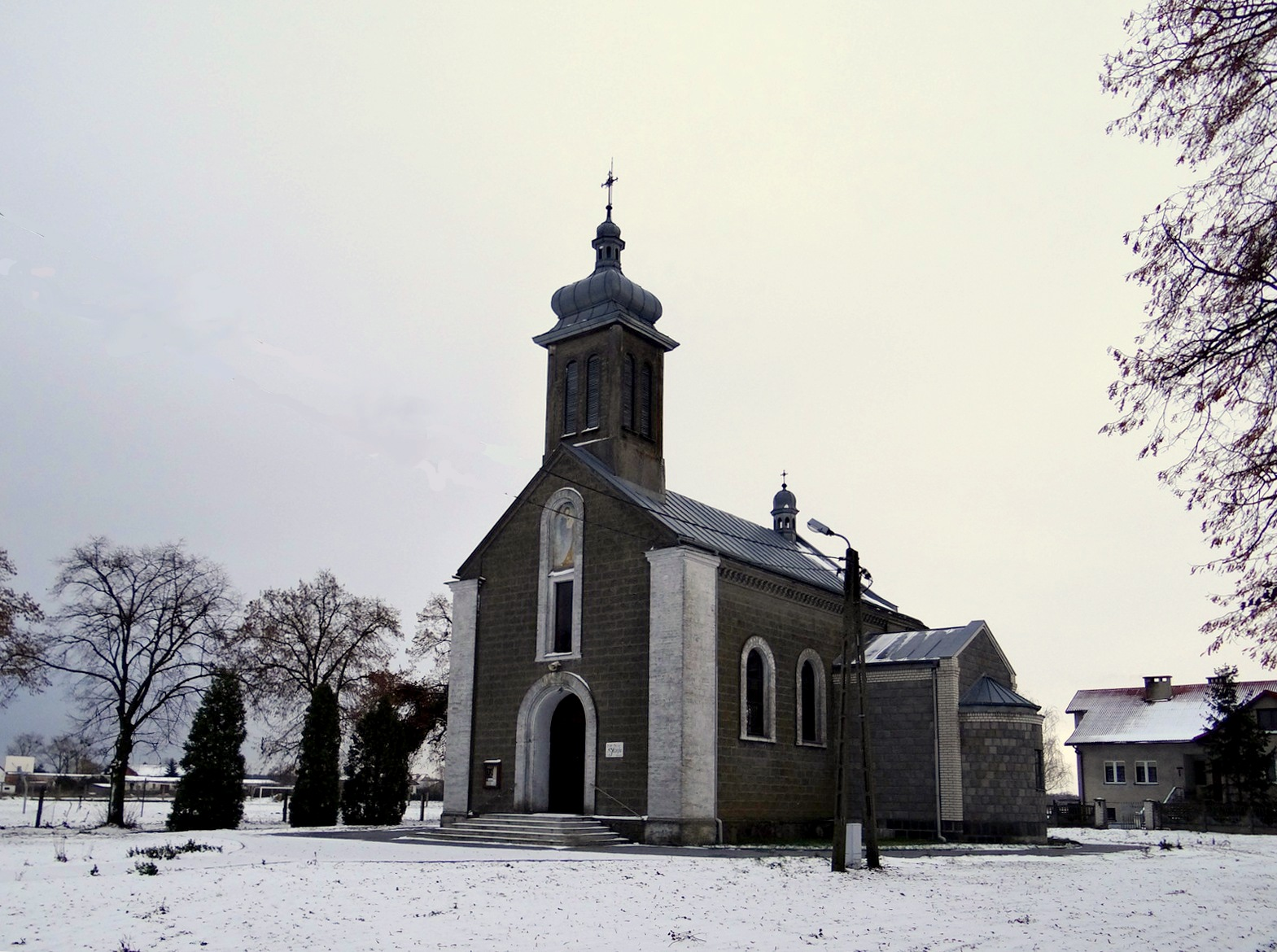
Kościół św. Józefa w Brzeziu z 1931 roku.